# Zeus Sport
La Zeus Sport, altresì nota semplicemente come Zeus, è un'azienda italiana di abbigliamento sportivo con sede a Torre Annunziata, nella città metropolitana di Napoli. Realizza prodotti per squadre di calcio, basket, pallamano, rugby, calcio a 5, pallavolo e hockey.

## Sponsorizzazioni
Nata nel 1999 come fornitore per accademie e dilettanti, l'azienda sponsorizza e fornisce materiale tecnico a varie società professionistiche, che includono squadre di calcio (tra cui la Salernitana, il Frosinone e il Crotone) e dalla stagione 2023-2024 della Pro Vercelli, calcio a 5 (tra cui la Dinamo Mosca), pallavolo (tra cui la Callipo Sport, e dalla stagione 2023-2024 del Piacenza Volley in Superlega, e le Nazionali di pallavolo maschile e femminile dell'Australia), pallamano, pallacanestro e hockey. Da questa Stagione sbarca in Formula 3 a fianco del team Trident Motorsport. Dalla stagione 2024-2025 esordisce in sud America, in Venezuela sulle maglie del Caracas F.C..